# La ragazza del bacio
La ragazza del bacio o Joselle Jazz Club (Street Girl) è un film del 1929 diretto da Wesley Ruggles. La sceneggiatura si ispira a The Viennese Charmer di W. Carey Wonderly, pubblicato nel marzo 1928 su Young's Magazine, un racconto portato sullo schermo altre due volte: la prima, nel 1936, da La ragazza di Parigi e, nel 1942, da Four Jacks and a Jill.

## Trama
Mike, Joe, Pete e Guy vivono alla giornata suonando jazz in un modesto ristorante dell'East Side. Una sera, Mike soccorre una bella bionda, Freddie Joyzelle, che è stata aggredita da un ubriaco. La ragazza è una violinista ungherese e Mike convince gli altri a prenderla con loro nel gruppo. Lei, allora, cerca di ottenere delle condizioni migliori di lavoro per tutti loro, con il risultato che la piccola band viene licenziata. La ragazza, però, trova un posto migliore in un piccolo ristorante ungherese dove, una sera, capita come cliente il principe Nicholaus di Aragon. Freddie gli dedica una canzone e suscita la gelosia di Mike quando il principe la bacia. Il ristorante diventa un locale alla moda grazie al mecenatismo di Nicholaus. Ma Mike finisce per lasciare i compagni, roso dalla gelosia. Sarà proprio lo stesso Nicholaus a riunire i musicisti e a far tornare insieme i due innamorati.

## Produzione
Il film fu prodotto dalla RKO Radio Pictures (come A Wesley Ruggles Production).

### Canzoni
- My Dream Memory - musica di Oscar Levant, parole di Sidney Clare — Eseguita da Doris Eaton e Radio Pictures Beauty Chorus[3]
- Lovable and Sweet - musica di Oscar Levant, parole di Sidney Clare — Eseguita da John Harron, Ned Sparks, Jack Oakie e Guy Buccola[3]
- Broken Up Tune - musica di Oscar Levant, parole di Sidney Clare — Eseguita da Betty Compson con l'Arnheim band[3]

## Distribuzione
Il copyright del film, richiesto dalla RKO Productions, Inc., fu registrato il 29 luglio 1929 con il numero LP612.
Il film uscì nelle sale cinematografiche statunitensi il 21 agosto 1929.